# Mario Bezzi
Pour les articles homonymes, voir Bezzi.
Mario Bezzi est un entomologiste italien, né le 1er août 1868 à Milan et mort le 14 janvier 1927 à Turin.

## Biographie
Mario Bezzi enseigne dans le secondaire avant de devenir professeur de zoologie à l’université de Turin. C’est l’un des plus grands entomologistes d’Italie. Spécialiste des diptères, Bezzi décrit 1 831 Modèle:B taxons. Sa collection, sa bibliothèque et sa correspondance sont conservées au muséum de Turin.

## Sources
- Cesare Conci et Roberto Poggi (1996), Iconography of Italian Entomologists, with essential biographical data. Memorie della Società entomologica Italiana, 75 : 159-382.
- Anthony Musgrave (1932). Bibliography of Australian Entomology, 1775-1930, with biographical notes on authors and collectors, Royal Zoological Society of New South Wales (Sydney) : viii + 380.